# زبابة الفيل صفراء الردف
زبابة الفيل صفراء الردف (الاسم العلمي:Rhynchocyon chrysopygus ) (بالإنجليزية: Yellow-rumped elephant-shrew)‏ هي نوع من الثدييات تتبع جنس زبابة الفيل المنقارية من فصيلة زبابات الفيل.